# Kimri járás

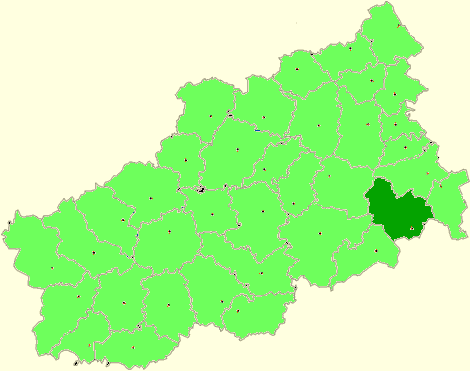
A Kimri járás a Tveri területen

A Kimri járás (oroszul Кимрский район) Oroszország egyik járása a Tveri területen. Székhelye Kimri.

## Népesség
- 1989-ben 18 439 lakosa volt.
- 2002-ben 15 604 lakosa volt.
- 2010-ben 13 190 lakosa volt, melyből 11 967 orosz, 189 ukrán, 87 tatár, 72 örmény, 53 lezg, 50 fehérorosz, 46 csuvas, 44 mordvin, 40 cigány, 35 üzbég, 24 baskír, 24 német, 23 tadzsik, 22 azeri, 22 mari, 20 moldáv, 17 dargin, 13 kazah stb.